# Rozsdásfarkú remetekolibri
A rozsdásfarkú remetekolibri (Glaucis hirsutus) a madarak osztályának sarlósfecske-alakúak (Apodiformes) rendjébe és a kolibrifélék (Trochilidae) családjába tartozó faj.

## Rendszerezése
A fajt Johann Friedrich Gmelin német természettudós írta le 1788-ban, a Trochilus nembe Trochilus hirsutus néven.

## Alfajai
- Glaucis hirsutus hirsutus (Gmelin, 1788)
- Glaucis hirsutus insularum Hellmayr & Seilern, 1913[2]

## Előfordulása
Antigua és Barbuda, Barbados, Bolívia, Bonaire, Sint Eustatius, Saba, Brazília,  Curaçao, a Dominikai Köztársaság, Ecuador, Francia Guyana, Grenada, Guadeloupe, Guyana, Kolumbia, Martinique, Montserrat, Panama, Peru, Sint Maarten, Saint Kitts és Nevis, Saint Lucia, Saint Vincent és a Grenadine-szigetek, Suriname, Trinidad és Tobago és Venezuela területén honos. 
Természetes élőhelyei a szubtrópusi és trópusi síkvidéki esőerdők, mocsári erdők és füves puszták, valamint ültetvények és másodlagos erdők. Állandó, nem vonuló faj.

## Megjelenése
Testhossza 12 centiméter, testtömege 6-8 gramm.

## Életmódja
Nektárral táplálkozik.

## Természetvédelmi helyzete
Az elterjedési területe rendkívül nagy, egyedszáma ugyan csökken, de még nem éri el a kritikus szintet. A Természetvédelmi Világszövetség Vörös listáján nem fenyegetett fajként szerepel.